# عملية نتانيا 2001
عملية نتانيا 2001 هي تفجيرات وقعت يوم 4 مارس 2001 في مركز مدينة نتانيا في إسرائيل. مما أدى لمقتل ثلاثة إسرائيليين، وإصابة أكثر من 60 شخصا بجروح. منهم نفتالي دين.

## الهجوم
في يوم الأحد 4 مارس 2001، قبيل الساعة 9:00 صباحًا، قام شاب فلسطيني بتفجير حزامه الناسف في تقاطع مزدحم في وسط الحي التجاري في نتانيا بإسرائيل. مما أدى لمقتل ثلاثة إسرائيليين، وإصابة أكثر من 60 شخصا بجروح.

## المُنفِّذون
أعلنت حركة المقاومة الإسلامية (حماس) مسؤوليتها عن الهجوم، وقالت إن الهجوم قام به شاب فلسطيني يبلغ من العمر 23 عامًا ويُدعَى أحمد عليان من الضفة الغربية.

## ردود الفعل الرسمية
الأطراف المحلية
- قال أحمد ياسين - مؤسس حركة المقاومة حماس - أن حماس ستواصل مهاجمة إسرائيل حتى القضاء على الاحتلال الإسرائيلي، وذكر أن الإسرائيليين «سوف يدفعون الثمن مثلما يدفعه الشعب الفلسطيني».[1]
- قال رئيس الوزراء الإسرائيلي أرييل شارون أن «الهجوم الإرهابي يُظهِر أن السلطة الفلسطينية لا تتخذ الخطوات اللازمة.»[4]

الدولية
- فرنسا: أدانت فرنسا الهجوم في نتانيا، ولكن في نفس الوقت حثت إسرائيل على إنهاء الحصار المفروض على الأراضي الفلسطينية.[5]
- الولايات المتحدة الأمريكية: أدانت إدارة بوش الهجوم وطلبت من ياسر عرفات القبض على المسؤولين عن الهجوم.[6]